# Svesing
Svesing (tysk: Schwesing, nordfrisisk: Swiasing) er en landsby og kommune beliggende fem kilometer øst for Husum i Sønder Gøs Herred i Sydslesvig. Administrativt hører kommunen under Nordfrislands kreds i den nordtyske delstat Slesvig-Holsten. Kommunen samarbejder på administrativt plan med andre kommuner i omegnen i Fjolde kommunefællesskab (Amt Viöl). Svesing er sogneby i Svesing Sogn. Sognet lå i Sønder Gøs Herred (Husum Amt, Sønderjylland), da området tilhørte Danmark.

## Geografi
Til kommunen hører Augsborg (Augsburg), Engelsborg (Engelsburg), Holager, Spingvang og Syderholt (Süderholz).

## Historie
Svesing blev første gang nævnt 1435 som Swesum. Svesing Kirke er fra 1200-tallet.
Den 25. september 1944 blev der oprettet en koncentrationslejr i landsbyen. Svesinglejren var ligesom lejren i Ladelund ved Flensborg en del af Neuengamme koncentrationslejr ved Hamborg. Ved en mindehøjtidelighed den 30. januar 1983 i Husum berettede overlevende fra lejren om dens eksistens. Mange borgere i Husum må have kendt til lejren, men dens eksistens blev fortiet. I dag findes der en mindelund.